# Campeonato Europeo de Gimnasia Artística de 2002
El XXV Campeonato Europeo de Gimnasia Artística se celebró en Patras (Grecia) entre el 25 y el 28 de abril de 2002 bajo la organización de la Unión Europea de Gimnasia (UEG) y la Federación Helénica de Gimnasia.
Las competiciones se llevaron a cabo en la Arena Dimitris Tofalos de la ciudad griega.

## Resultados

### Masculino
| Evento                 | Oro                                                                    | Plata                                 | Bronce                                  |
| ---------------------- | ---------------------------------------------------------------------- | ------------------------------------- | --------------------------------------- |
| Concurso completo ind. | Dan Potra · Rumania · 55,710 pts.                                      | Yordan Yovchev Bulgaria 55,623 pts.   | Alexéi Bondarenko · Rusia · 55,612 pts. |
| Suelo                  | Alexéi Nemov · Rusia · 9,825                                           | Yordan Yovchev Bulgaria 9,762         | Marian Drăgulescu · Rumania · 9,687     |
| Caballo con arcos      | Marius Urzică · Rumania · 9,812                                        | Ioan Silviu Suciu · Rumania · 9,662   | Alberto Busnari · Italia · 9,637        |
| Anillas                | Yordan Yovchev Bulgaria 9,750                                          | Dimosthenis Tampakos · Grecia · 9,737 | Szilveszter Csollány · Hungría · 9,725  |
| Salto de potro         | Dmitri Kasparovich · Bielorrusia · Marian Drăgulescu · Rumania · 9,656 |                                       | Kanukai Jacxon Reino Unido 9,581        |
| Paralelas              | Vasileios Tsolakidis · Grecia · 9,837                                  | Mitja Petkovšek Eslovenia 9,750       | Alexéi Sinkevich · Bielorrusia · 9,687  |
| Barra fija             | Vlasios Maras · Grecia · 9,812                                         | Florent Marée Francia 9,712           | Igor Cassina · Italia · 9,687           |
| Concurso por equipos   | Rumania · 168,170                                                      | Rusia · 168,098                       | Bielorrusia · 166,582                   |

### Femenino
| Evento                 | Oro                                    | Plata                                           | Bronce                                    |
| ---------------------- | -------------------------------------- | ----------------------------------------------- | ----------------------------------------- |
| Concurso completo ind. | Svetlana Jorkina · Rusia · 37,592 pts. | Verona van de Leur · Países Bajos · 37,542 pts. | Alona Kvasha · Ucrania · 36,405 pts.      |
| Salto de potro         | Natalia Ziganshina · Rusia · 9,443     | Verona van de Leur · Países Bajos · 9,387       | Joana Petrovschi · Rumania · 9,131        |
| Barras asimétricas     | Svetlana Jorkina · Rusia · 9,550       | Renske Endel · Países Bajos · 9,450             | Elizabeth Tweddle Reino Unido 9,287       |
| Barra                  | Liudmila Ezhova · Rusia · 9,562        | Svetlana Jorkina · Rusia · 9,262                | Verona van de Leur · Países Bajos · 9,187 |
| Suelo                  | Alona Kvasha · Ucrania · 9,500         | Natalia Ziganshina · Rusia · 9,450              | Verona van de Leur · Países Bajos · 9,400 |
| Concurso por equipos   | Rusia · 111,833                        | Países Bajos · 110,635                          | Italia · 105,948                          |

## Medallero
| Núm. | País         | Oro | Plata | Bronce | Total |
| ---- | ------------ | --- | ----- | ------ | ----- |
| 1    | Rusia        | 6   | 3     | 1      | 10    |
| 2    | Rumania      | 4   | 1     | 2      | 7     |
| 3    | Grecia       | 2   | 1     | 0      | 3     |
| 4    | Bulgaria     | 1   | 2     | 0      | 3     |
| 5    | Bielorrusia  | 1   | 0     | 2      | 3     |
| 6    | Ucrania      | 1   | 0     | 1      | 2     |
| 7    | Países Bajos | 0   | 4     | 2      | 6     |
| 8    | Eslovenia    | 0   | 1     | 0      | 1     |
| 8    | Francia      | 0   | 1     | 0      | 1     |
| 10   | Italia       | 0   | 0     | 3      | 3     |
| 11   | Reino Unido  | 0   | 0     | 2      | 2     |
| 12   | Hungría      | 0   | 0     | 1      | 1     |
|      | TOTAL        | 15  | 13    | 14     | 42    |